# Helicophanta magnifica
Espèce
Helicophanta magnifica est une espèce d'escargots gastéropodes terrestres de la famille des Acavidae (ordre des Stylommatophora, sous-classe des Pulmonata). Cette espèce se rencontre essentiellement sur l'île de Madagascar.

## Systématique
L'espèce Helicophanta magnifica a été décrite en 1821 par le naturaliste français André d'Audebert de Férussac (1786-1836).

## Description
Helicophanta magnifica mesure approximativement 85 mm.